# 아샨티 제국
아샨티 제국(영어: Ashanti Empire, Ashanti Confederacy)은 오늘날 가나 지역에 1701년부터 1957까지 있었던 아칸족 제국이다. 현재 가나의 아샨티주에서 시작해 브롱아하포주, 중앙주, 동부주, 그레이터아크라주, 서부주까지다. 아샨티 제국의 군사력, 부, 건축물, 정교한 계급제도, 문화로 인하여, 사하라 이남 아프리카의 다른 어떤 토착 문화권보다 유럽인들, 특히나 영국인들에게 광범위하게 연구되었고, 책으로 쓰였다.
17세기 말을 시작으로, 아샨티헤네 오세이 투투와 그의 조언자이자 현자인 오콤포 아노켸는 유일한 통일의 상징인 아샨테의 황금 왕좌와 함께 아샨티 제국을 세웠다. 오세이 투투는 아샨티의 방대한 영역을 보게 되었고, 새로운 조직 체제를 도입하고 훈련된 왕실 및 준군사 조직들을 효율적인 전투 기계로 바꿔내며, 군대를 양성했다. 아샨티 군대는 덴키라를 정복해내고, 야산티에 유럽인들, 특히나 네덜란드인들과의 기니만과 대서양 해안 무역으로 향한 길을 열어주었다.
아샨티 제국은 이웃한 왕국들과 판테 같은 덜 조직화된 부족들과 몇 차례 전쟁을 벌였다. 아샨티는 네 번의 앵글로-아샨티 전쟁 중에 1차와 2차 전쟁에서 대영 제국의 침입을 격퇴했고, 영국군 장군 찰스 맥카시를 전사시키고 1824년에 그의 두개골을 금박을 씌운 잔으로 만들었다. 무기 기술에 있어 영국군의 개선으로 인해, 수도 쿠마시가 불타고 약탈당했으며, 5차 앵글로-아샨티 전쟁에서 마침내 패배하며, 아샨티 제국은 1902년 1월 1일에 골든코스트 식민지 일부가 됐다.
현재, 아샨티 제국은 헌법상 보호를 받는, 가나 공화국과 연합한 반국가 성격의 전통 국가로서 남아있다. 현재 아샨티헤네 오툼푸오 오세이 투투 2세 아샨테헤네이다.

## 같이 보기
- 가나의 역사